# Остре (Сілезьке воєводство)
Остре (пол. Ostre) — село в Польщі, у гміні Ліпова Живецького повіту Сілезького воєводства.
Населення — 477 осіб (2011).

## Географія
У селі бере початок річка Ліснянка.

## Демографія
Демографічна структура станом на 31 березня 2011 року:
|          | Загалом | Допрацездатний вік | Працездатний вік | Постпрацездатний вік |
| -------- | ------- | ------------------ | ---------------- | -------------------- |
| Чоловіки | 219     | 34                 | 154              | 31                   |
| Жінки    | 258     | 53                 | 131              | 74                   |
| Разом    | 477     | 87                 | 285              | 105                  |